# Sos Enattos
Die Miniera di Sos Enattos (auch Son Enattos) ist ein Museumsbergwerk in der Provinz Nuoro im Nordosten Sardiniens.

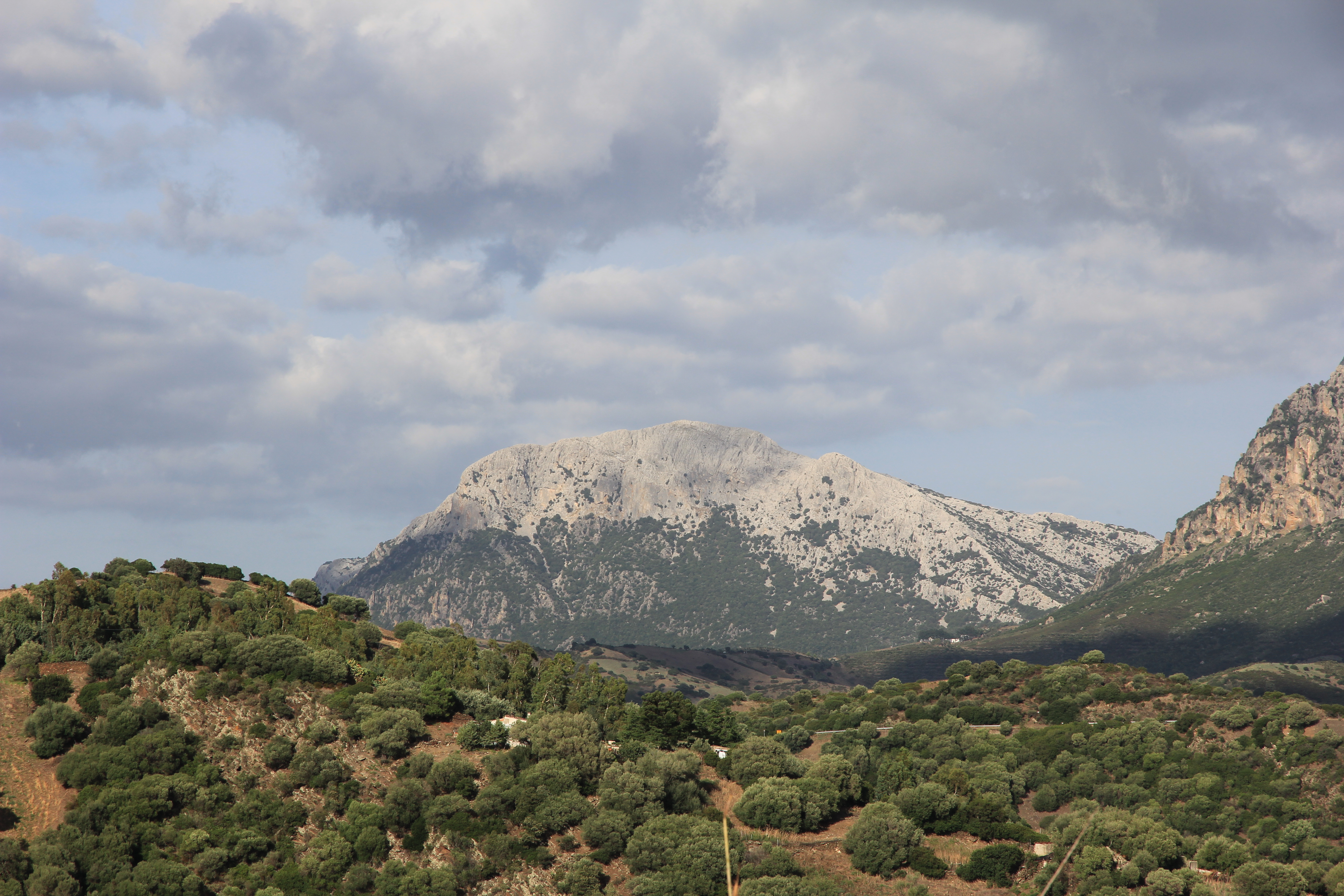
Monte Albo

Das bereits von den Römern genutzte Bergwerk an den Hängen des Monte Albo wurde 1997 stillgelegt und 2007 zum Museumsbergwerk umgebaut. Es liegt im Geopark Sos Enattos-Guzzwra und ist Teil des von der UNESCO anerkannten Projekts Parco Geominerario Storico e Ambientale della Sardegna.
Die Zufahrt liegt an der Straße von Nuoro nach Lula, gegenüber dem Abzweig zur Wallfahrtskirche San Francesco. Das Schild Miniera Rimisa verweist auf ein aufgelassenes Bergwerk. Eine asphaltierte Straße führt vorbei an einem Steinwerk.

## Geschichte
Sos Enattos war seit der Römerzeit durch Gräben, Schächte und Stollen gekennzeichnet. Im Jahre 1940 wurde die Miniera di Sos Enattos gegründet, um aus 80 m Tiefe Bleiglanz und Zinkblende zu fördern, die in ein Quarzflöz eingebettet sind. Zuerst arbeitete man mit dem Aufzug des Förderturms, später entlang einer schraubenförmig verlaufenden Rampe, vergleichbar einer Wendeltreppe, mit Dieselfahrzeugen. Der Aufzug im Pozzo Rolandi, dem großen Förderturm der Mine, transportiert heute Besucher hinunter, die in gepolsterten Loren durch die publikumsgerecht ausgebauten Schächte fahren.

## Mineralien der Grube
Azurit, Calcit, Chalkopyrit, Fluorit, silberhaltiges Galenit, Malachit, Pyrit, Quarz, Sphalerit, Siderit und Smithsonit.

## Trivia
Einen Blick wert ist die originelle Stazione Meteo a Corda am Parkplatz – ein Windmesser in Form einer baumelnden Schnur.